# REC 2
REC 2 (grafische Darstellung [●REC]²) ist ein spanischer Horrorfilm aus dem Jahr 2009. Es handelt sich um die Fortsetzung des Horrorfilms REC aus dem Jahr 2007. Der Film knüpft an das Ende des ersten Teils an und spielt am letzten Handlungsort, einem Mietshaus in Barcelona.
Regie führten erneut Jaume Balagueró und Paco Plaza. Produktionsfirma ist Filmax.

## Handlung
In Barcelona wird eine vierköpfige Sondereinheit der Polizei, die Grupo Especial de Operaciones, in ein Mietshaus geschickt, in dem eine dämonenartige Seuche ausgebrochen sein soll. Die Einheit wird Dr. Owen, einem Abgesandten des Gesundheitsministeriums, unterstellt. Das fünfstöckige Haus steht unter Quarantäne, und ohne Befehl von Dr. Owen darf niemand das Haus verlassen.
Die Gruppe findet im Dachgeschoss ein Labor mit vielen Verweisen auf den Vatikan und die Kirche, beispielsweise Zeitungsausschnitte. Zudem befindet sich in der Wohnung ein Korridor ohne zweite Tür. Als plötzlich Schreie von unten ertönen, rennt Martos in eine Wohnung im dritten Stock. Dort wird er von einer Frau angegriffen und gebissen. Die Frau verhält sich wie ein Zombie und stört sich nicht daran, angeschossen zu werden. Als der Rest der Einheit hinzustößt, hat sich Martos bereits in einen Zombie verwandelt. Die anderen schaffen es, ihn in einen Raum zu sperren. Dr. Owen nagelt einen Rosenkranz an die Tür und spricht ein Gebet, bis Martos ruhig ist.
Owen erläutert, dass er Priester ist und alle Bewohner von Dämonen besessen sind. Der Ursprungswirt, mit dem ein katholischer Padre experimentiert hat, ist ein Mädchen namens Medeiros. Owen braucht eine Blutprobe von ihr, um ein Gegenmittel herzustellen. Sie finden eine Probe des Blutes, die der Padre aufbewahrte, in einem Schacht auf dem Dachboden. Larra muss vor mehreren jugendlichen Zombies aus dem Schacht fliehen. Bei der Prüfung des Blutes wird die gesamte Probe zerstört. Owen will nun Medeiros finden, um von ihr eine neue Probe zu nehmen.
Daraufhin werden sie im zweiten Stock durch eine große Gruppe Besessener getrennt. Larra wird von ihnen in einem Bad eingekesselt. Als ihm die Munition beinahe ausgeht, erschießt er sich selbst. Die anderen finden das aus dem ersten Teil besessene Mädchen Jennifer und versuchen mithilfe Owens, der sie durch die „Hilfe Gottes“ zwingt zu reden, an Medeiros heranzukommen. Dies schlägt fehl und Jennifer wird getötet.
Nun ergibt sich der Film aus der Videokamera von drei Jugendlichen, die auch vor dem infizierten Haus stehen. Sie, Jennifers Vater und ein Feuerwehrmann gelangen durch die Kanalisation in das Haus und folgen dem Vater in seine Wohnung, wo sie auf Jennifers infizierte Mutter Marie-Carmen stoßen. Sie wird überwältigt, indem ihr ein Feuerwerkskörper oral eingeführt wird. Jennifers Vater wird dennoch gebissen, flüchtet panisch in die oberen Stockwerke und wird daraufhin als Infizierter von Larra erschossen und über das Geländer gestoßen (hier überschneiden sich die Videokamera und die Kamera der Sondereinheit). Auf der Suche nach Jennifer gelangen sie in den dritten Stock, in dem Martos eingesperrt ist. Sie öffnen die Tür und Martos greift die Gruppe an. Das Mädchen Mire will Martos erschießen, trifft aber den mit diesem ringenden Feuerwehrmann am Kopf. Martos beißt den Jungen Tito und wird daraufhin von Mire erschossen. Owen und die beiden Polizisten sperren die zwei Jugendlichen ein und stellen den nun besessenen Tito zur Rede. Von ihm erfahren sie, dass Medeiros auf dem Dachboden ist.
Die aus dem ersten Teil überlebende Reporterin Ángela, die mit einem Feuerwehrteam direkt nach Ausbruch der Seuche das Haus betreten hat, stößt mit ihrer Kamera zur Gruppe hinzu, als die Batterie der Videokamera leer ist. Nach der Befragung Titos stellt sich heraus, dass sie Medeiros durch die Nachtsichtfunktion der Kamera erblickt hat, wodurch die Gruppe beschließt, den Dachboden erneut im Dunkeln zu untersuchen. Als die Gruppe ebenda in dem leeren Korridor der Dachwohnung steht, ist im Dunkeln nun eine weitere Tür zu sehen, die in einen anderen Raum führt. Es offenbart sich ein in die Finsternis gebanntes Becken, in dem Medeiros lauert und ein Mitglied der Sondereinheit mit hineinzieht, der bei Licht verschwunden ist. Medeiros greift auch nun die Gruppe an und wird daraufhin von Ángela erschossen. Da der Auftrag für Owen nun beendet ist und Ángela durch die Erlebnisse im Haus überstrapaziert ist, schlägt sie ihn plötzlich nieder, da er trotzdem keinen Evakuierungsbefehl gibt. Mit einer perfekt imitierten Stimme Owens holt sie sich diesen spielerisch ein, was darauf schließt, dass sie ebenfalls infiziert ist – jedoch nicht so wie die zombieähnlichen Verhaltensmuster der anderen Infizierten.
Der Film endet wie im ersten Teil.
Ángela wird in die Dunkelheit gezogen und kann sich auch nicht befreien. Ein Parasit wird ihr durch Medeiros oral übertragen.
Die Sondereinheit stößt in die Dachwohnung, während Ángela sich die Kamera greift und versteckt.

## Veröffentlichung
Die Erstaufführung des Films fand auf den 66. Internationalen Filmfestspielen von Venedig statt. Der Film wurde in vielen europäischen Ländern direkt auf DVD und Blu-ray Disc veröffentlicht, in Deutschland im August 2010.

## Fortsetzungen
Am 30. März 2012 erschien der dritte Teil mit dem Titel REC 3: Genesis als Prequel.
Der letzte Teil der Reihe mit dem Titel REC 4: Apocalypse erschien 2014 als Fortsetzung.

## Kritik
Stefan Rybkowski meint bei Das Manifest: „Die Polizisten tragen allesamt Helmkameras, zwischen denen hin und her geschnitten wird. Wenn diese sich schließlich durch das Treppenhaus oder die engen Luftschächte bewegen und schießen, dann wirkt das nicht selten wie aus einem Ego-Shooter entnommen. Ein Aspekt, der den frischen Wind, den REC ins Genre trug, konsequent weiterführt, wenn auch nicht so weit und stark, wie es noch die Handkamera tat. Leider hat man sich an diesen Aspekt seit dem ersten Teil gewöhnt (er wurde seit dem ja auch oft genug nachgeahmt), so dass sich das Ganze zwar nicht komplett erschöpft, aber dennoch an einigen Stellen einbüßen muss.“
Die Filmzeitschrift Cinema meint über den Film- sowie die DVD-Fassung: „Das im Finale des Vorgängers suggerierte Motiv dämonischer Besessenheit verleiht „(•Rec)²“ eine frische Note. Leider fällt diesmal das Mitfiebern schwer, weil zur Halbzeit plötzlich ein zweiter Erzählstrang über heimlich eingestiegene Kids eingeführt wird. Bonus-Highlight: ein 53-minütiges Feature, das detailliert die Entstehung dreier Szenen dokumentiert. Fazit: Das Schockniveau des Vorgängers wird nicht erreicht.“
Der Filmdienst urteilt: „Die sich als Live-Video ausgebende Inszenierung des Originals wird übernommen, ohne einen erzählerischen Mehrwert zu haben; stattdessen wirkt sie wie der vergebliche Versuch, eine wenig originelle Kistenteufel-Dramaturgie aufzupeppen. Ohne die erzählerische Dichte des ersten Teils verliert sich das Sequel in der banalen Geschichte, deren Figuren nur Kanonenfutter sind.“